# Ectropis oleitincta
Ectropis oleitincta är en fjärilsart som beskrevs av Louis Beethoven Prout 1931. Ectropis oleitincta ingår i släktet Ectropis och familjen mätare. Inga underarter finns listade i Catalogue of Life.